# Ланжевен, Поль-Жильбер
Поль-Жильбер Ланжевен (фр. Paul-Gilbert Langevin; 5 июля 1933, Булонь-Бийанкур — 4 июля 1986, Париж) — французский музыковед, автор нескольких книг о классической музыке XIX века.
Был сыном физиков Поля Ланжевена и Элиан Монтель. Работал профессором физики в Парижском университете, а затем в Университете Пьера и Марии Кюри. Позже решил посвятить себя изучению музыковедения. В 1957 году основал французскую ассоциацию «Anton Bruckner» и журнал «L’Harmonie du monde».
Поль-Жильбер Ланжевен писал книги и статьи о классической музыке XIX века, особенно о музыке Антона Брукнера, Франца Шуберта, Гийома Леке, Альберика Маньяра, Жозефа Ги-Мари Ропарца и Шарля Кехлина. Он также работал музыкальным критиком в таких газетах, как «Le Monde de la musique».
Ланжевен страдал от рака почки и умер в Париже 4 июля 1986 года, за день до своего 53-летия.